# Ralph Macchio
Ralph George Macchio Jr. (/ˈmɑːtʃioʊ/) (Huntington, New York, 1961. november 4. –) amerikai színész.
Legismertebb alakítását Daniel LaRusso szerepében nyújtotta a Karate kölyök-filmekben és a Cobra Kai című websorozatban. További, jelentősebb filmjei közé tartozik A kívülállók (1983), az Útkereszteződések (1986) és a Vinny, az 1ügyű (1992).
A Cobra Kai mellett egyéb televíziós sorozatokban is feltűnik. Vendégszereplőként a Törtetők és az Így jártam anyátokkal című sorozatokban, továbbá a Dancing with the Stars című táncműsorban töltött be fontosabb szerepet.

## Gyermekkora és származása
New Yorkban született, szülei révén olasz és görög felmenőkkel rendelkezik.

## Filmográfia

### Film
| Év   | Magyar cím                              | Eredeti cím                               | Szerep                | Magyar hang     |
| ---- | --------------------------------------- | ----------------------------------------- | --------------------- | --------------- |
| 1980 |                                         | Up the Academy                            | Chooch Bambalazi      |                 |
| 1983 | A kívülállók                            | The Outsiders                             | Johnny Cade           | Szvetlov Balázs |
| 1984 | Karate kölyök                           | The Karate Kid                            | Daniel LaRusso        | Bolba Tamás     |
| 1984 | Karate kölyök                           | The Karate Kid                            | Daniel LaRusso        | Molnár Levente  |
| 1984 | Karate kölyök                           | The Karate Kid                            | Daniel LaRusso        | Gacsal Ádám     |
| 1984 | Tanárok                                 | Teachers                                  | Eddie Pilikian        |                 |
| 1986 | Útkereszteződések                       | Crossroads                                | Eugene Martone        |                 |
| 1986 | Karate kölyök 2.                        | The Karate Kid Part II                    | Daniel LaRusso        | Molnár Levente  |
| 1986 | Karate kölyök 2.                        | The Karate Kid Part II                    | Daniel LaRusso        | Gacsal Ádám     |
| 1988 | Elhaló mennydörgés                      | Distant Thunder                           | Jack Lambert          | Bolba Tamás     |
| 1989 | Karate kölyök 3.                        | The Karate Kid Part III                   | Daniel LaRusso        | Simonyi Balázs  |
| 1990 | Marha nagy kalamajka                    | Too Much Sun                              | Frank Jr.             | Szokol Péter    |
| 1992 | Vinny, az 1ügyű                         | My Cousin Vinny                           | Bill Gambini          | Bor Zoltán      |
| 1993 |                                         | Naked in New York                         | Chris                 |                 |
| 1998 |                                         | Dizzyland (rövidfilm)                     | ismeretlen szerep     |                 |
| 1998 |                                         | The Secret of NIMH 2: Timmy to the Rescue | Timmy Brisby (hangja) |                 |
| 2000 |                                         | The Office Party (rövidfilm)              | Sean                  |                 |
| 2000 |                                         | Can't Be Heaven                           | Hubbie Darling        |                 |
| 2001 |                                         | Popcorn Shrimp (rövidfilm)                | rendőr                |                 |
| 2003 | Halj meg, haver                         | A Good Night to Die                       | Donnie                |                 |
| 2006 | Sörös Liga                              | Artie Lange's Beer League                 | Maz                   |                 |
| 2009 | Rosencrantz és Guildenstern élőhalottak | Rosencrantz and Guildenstern Are Undead   | Bobby Bianchi         |                 |
| 2010 |                                         | Wax On, F*ck Off (rövidfilm)              | önmaga                |                 |
| 2012 | Hitchcock                               | Hitchcock                                 | Joseph Stefano        | Kovács Lehel    |
| 2013 |                                         | He's Way More Famous Than You             | önmaga                |                 |
| 2014 |                                         | A Little Game                             | Tom                   |                 |
| 2015 |                                         | Lost Cat Corona                           | Dominic               |                 |
| 2018 | Állati show                             | A Dog and Pony Show                       | Aaron                 |                 |
| 2025 | Karate kölyök – Legendák                | Karate Kid: Legends                       | Daniel LaRusso        | Görög László    |

### Televízió
| Év        | Magyar cím                       | Eredeti cím                              | Szerep                                        | Megjegyzések                                                                             |
| --------- | -------------------------------- | ---------------------------------------- | --------------------------------------------- | ---------------------------------------------------------------------------------------- |
| 1980–1981 |                                  | Eight Is Enough                          | Jeremy Andretti                               | visszatérő szereplő (19 epizód)                                                          |
| 1982      |                                  | CBS Afternoon Playhouse                  | Tony Barnett                                  | 1 epizód                                                                                 |
| 1982      |                                  | High Powder                              | Eddie                                         | tévéfilm                                                                                 |
| 1982      |                                  | Dangerous Company                        | Denny Brody                                   | tévéfilm                                                                                 |
| 1984      |                                  | The Three Wishes of Billy Grier          | Billy Grier                                   | tévéfilm                                                                                 |
| 1992      | Garwood: Hadifogoly              | The Last P.O.W.: The Bobby Garwood Story | Robert Garwood                                | tévéfilm                                                                                 |
| 1999      | Végtelen határok                 | The Outer Limits                         | Dr. Neal Eberhardt                            | 1 epizód                                                                                 |
| 2000      |                                  | Chicken Soup for the Soul                | Max                                           | 1 epizód                                                                                 |
| 2000      | Játszd újra az életed            | Twice in a Lifetime                      | Dan Payello rendőr / Phillip Barbosa          | 1 epizód                                                                                 |
| 2005      | Törtetők                         | Entourage                                | önmaga                                        | 1 epizód                                                                                 |
| 2007      |                                  | Head Case                                | önmaga                                        | 1 epizód                                                                                 |
| 2008–2009 | Ki ez a lány?                    | Ugly Betty                               | Archie Rodriguez                              | visszatérő szereplő (11 epizód)                                                          |
| 2010      | Esküdt ellenségek: Bűnös szándék | Law & Order: Criminal Intent             | Louis Marciano                                | 1 epizód                                                                                 |
| 2010–2014 | Psych – Dilis detektívek         | Psych                                    | Nick Conforth / Logan Phelps                  | 2 epizód                                                                                 |
| 2011      |                                  | The Whole Truth                          | Frankie Berlito                               | 1 epizód                                                                                 |
| 2011      |                                  | Dancing with the Stars                   | önmaga (versenyző)                            | 4. helyezés (17 epizód)                                                                  |
| 2012      |                                  | Holiday Spin                             | Ruben                                         | tévéfilm                                                                                 |
| 2012      | Míg az élet el nem választ       | Happily Divorced                         | Frankie                                       | 2 epizód                                                                                 |
| 2013      | Robotcsirke                      | Robot Chicken                            | Daniel LaRusso / Gibby / karbantartó (hangja) | 1 epizód                                                                                 |
| 2013      | Így jártam anyátokkal            | How I Met Your Mother                    | önmaga                                        | - 1 epizód - magyar hangja: - Gacsal Ádám                                                |
| 2016      |                                  | Comedy Central Roast of Rob Lowe         | önmaga                                        | különkiadás                                                                              |
| 2017      | Fülledt utcák                    | The Deuce                                | Haddix rendőr                                 | visszatérő szereplő (5 epizód)                                                           |
| 2017      |                                  | Whose Line Is It Anyway?                 | önmaga                                        | vendégszereplő (1 epizód)                                                                |
| 2017      |                                  | Psych: The Movie                         | Nick Conforth                                 | tévéfilm                                                                                 |
| 2018      | Lazíts, Kevin!                   | Kevin Can Wait                           | Alviti                                        | 2 epizód                                                                                 |
| 2018−2025 | Cobra Kai                        | Cobra Kai                                | Daniel LaRusso                                | - főszereplő és vezető producer - magyar hangja: - Görög László - Gacsal Ádám (fiatalon) |

## Fordítás
- Ez a szócikk részben vagy egészben  a   Ralph Macchio című angol Wikipédia-szócikk fordításán alapul.  Az eredeti cikk szerkesztőit annak laptörténete sorolja fel. Ez a jelzés csupán a megfogalmazás eredetét és a szerzői jogokat jelzi, nem szolgál a cikkben szereplő információk forrásmegjelöléseként.